# Laidlomycyna
Laidlomycyna – organiczny związek chemiczny, antybiotyk jonoforowy z grupy jonoforów karboksylowych.